# Jérahméel (fils de Hesron)
Jérahméel appartient à la Tribu de Juda. Il est le fils premier-né de Hesron et un petit-fils de Perets fils de Juda et de Tamar. Il a deux frères Ram dont est issue la lignée royale et messianique et Caleb.

## Ascendance de Jérahméél
Jérahméel est le premier-né de Hesron et il a pour frères Ram et Caleb.

## Enfants de Jérahméel
De sa première femme, Jérahméel a pour enfants: Ram son premier-né, Buna, Aran et Ason.
De sa deuxième femme appelée Athara, Jérahméel a pour enfant Onam.

## Descendance de Jérahméel
La descendance détaillée de Jérahméel est donnée dans le Premier Livre des Chroniques.
Les descendants de Jérahméel appelés les Jérahmélites s'installent dans le Néguev.